# Mathías Abero
Mathías Abero (vollständiger Name: Mathías Nicolás Abero Villan) (* 9. April 1990 in Montevideo) ist ein uruguayischer Fußballspieler.

## Karriere

### Verein
Der je nach Quellenlage 1,83 m oder 1,84 m große Abero spielt auf der Position des Abwehrspielers. Er stammt aus den eigenen Nachwuchsmannschaften Nacional Montevideos, in denen er von 2001 bis 2008 aktiv war. In dieser Zeit gewann er zwei Uruguayische Meisterschaften mit den Juniorenteams Nacionals. Mit der U-17 (Quinta) gelang ihm dies 2007. Dem folgte der 2008er Titel mit der U-19 (Cuarta). Auch den Punta Cup, ein internationales Turnier für U-20-Mannschaften, holte er in den Jahren 2006 und 2008 mit seinen Mitspielern.
Sodann gehörte er ab dem Tornero Apertura 2008 der Ersten Mannschaft an, kam in seiner Profi-Debütsaison auf einen Saisoneinsatz und wurde somit Uruguayischer Meister der Saison 2008/09. In der Apertura 2009 und der Liguilla Pre Libertadores 2009 bestritt er jeweils drei weitere Spiele für Nacional. Sodann wechselte er während der Saison innerhalb der uruguayischen Primera División und innerhalb der Stadt zum Racing Club und bestritt dort die Clausura 2009/10. Bei Racing kam er unter anderem auch zu vier Einsätzen in der Copa Libertadores 2010. Überdies trug er in 31 Ligaspielen (ein Tor) das Trikot des Vereins. Zum Torneo Apertura 2011 kehrte er zurück zu Nacional und absolvierte in der Saison 2011/12 17 Spiele für die Bolsos, bei denen er drei Tore erzielte und feierte mit seinen Mitspielern den Gewinn des Meistertitels. Außerdem wurde er in jenem Jahr in fünf Begegnungen der Copa Libertadores eingesetzt. Zur Spielzeit 2012/13 wechselte er nach Italien, wo er sich dem FC Bologna anschloss. Er debütierte am 1. September 2012 bei der 1:3-Heimniederlage vom 2. Spieltag gegen den AC Mailand in der Serie A. In seiner ersten Saison bei den Italienern kam er über die Rolle des Ergänzungsspielers nicht hinaus und wurde insgesamt lediglich zehnmal in der höchsten italienischen Spielklasse eingesetzt. Nur einmal stand er dabei in der Startelf. Am 2. September 2013 erfolgte sein Wechsel zum AS Avellino in die Serie B. Avellino sicherte sich bei diesem Leihgeschäft eine Kaufoption. Für Avellino debütierte er am 8. September 2013 beim 1:0-Sieg gegen Ternana. Zum zweiten und gleichzeitig letzten Mal für den Klub lief er am 15. Februar 2014 in der Liga auf. In der Spielzeit 2014/15 kehrte er zum Erstligaabsteiger FC Bologna zurück. In der Saison 2014/15 wurde er elfmal (ein Tor) in der Serie B eingesetzt. Sein letzter Einsatz datiert vom 24. Dezember 2014. Abero stand noch bis Mitte 2016 in Bologna unter Vertrag. Er verlor im Mai 2015 seinen Vater, als dieser während der Ausübung seiner Tätigkeit als Brennstofflieferant in Las Piedras bei einem Raubüberfall tödliche Verletzungen erlitt. Anfang August 2015 unterschrieb er für ein Jahr bei seinem vormaligen Arbeitgeber Nacional Montevideo und gab dabei insbesondere familiäre Gründe für seine Rückkehr nach Uruguay an. Bei den "Bolsos" absolvierte er in der Apertura 2015 acht Erstligaspiele (ein Tor) und drei Partien (kein Tor) der Copa Sudamericana 2015. Im Januar wechselte er zum argentinischen Klub Atlético de Rafaela. Dort lief er in 24 Erstligapartien auf und traf einmal ins gegnerische Tor. Hinzu kommt ein Einsatz (ein Tor) in der Copa Argentina. Anfang Juli 2017 verpflichtete ihn der CA Tigre.

### Nationalmannschaft
Abero gehörte 2007 der U-17-Auswahl Uruguays an, mit der er in Ecuador an den U-17-Südamerikameisterschaften 2007 teilnahm. 2008 war er Mitglied der U-20-Nationalmannschaft Uruguays. Auch war Abero Teil einer uruguayischen U-22-Auswahl, die im Oktober 2011 zu einem Spiel gegen die argentinische U-20-Nationalmannschaft antrat. Sodann nahm Abero mit der uruguayischen Fußballauswahl an den Panamerikanischen Spielen 2011 teil und sicherte sich mit der Celeste die Bronzemedaille. Dort bestritt er fünf Turnierspiele (zwei Tore) und führte die von Juan Manuel Verzeri trainierte Celeste im Vorrundenspiel gegen Mexiko als Kapitän.
Später war Aberos Name Bestandteil einer am 14. Februar 2012 seitens des Nationaltrainers Óscar Tabárez bekanntgegebenen provisorischen Vorauswahlliste, aus der die Nominierten für das uruguayische Team beim olympischen Fußballturnier der Olympischen Spiele 2012 rekrutiert werden sollten. Beim olympischen Turnier gehörte er dem von Tabárez zusammengestellten Kader aber nicht an.

### Erfolge
- 2 × Uruguayischer Meister: 2008/09 und 2011/12
- Bronzemedaille Panamerikanische Spiele 2011